# Коптис
Коптис (лат. Coptis; от др.-греч. κόπτω, kopto — резать) — род травянистых растений семейства Лютиковые (Ranunculaceae), распространённый на Дальнем Востоке и в Северной Америке.

## Ботаническое описание
Многолетние травянистые растения. Корневища тонкие, разветвлённые, оранжевые, жёлтые или светло-коричневые, 0,5—2 мм толщиной; иногда со столонами. Листья очерёдные или чаще прикорневые, на длинных черешках, 3-раздельные или 5-раздельные; листочки яйцевидные или треугольные, края от пильчатых до зубчатых.
Цветки мелкие, актиноморфные, обоеполые и тычиночные или все обоеполые, одиночные или собраны по 2—4 в кистевидное соцветие (монохазий), до 3 см длиной (9 см при плодах); прицветники отсутствуют. Чашелистиков 5—7 (8), часто лепестковидные, белые, зеленовато-жёлтые или зелёные, рано опадающие, плоские, 4,2—11 мм длиной. Лепестков 5—7 (10 и более), короче чашелистиков, 2—7 мм длиной, зелёные, плоские или клобуковидные, с коготками и часто с нектарниками. Тычинок 10—60, голые; нити тонкие; пыльники широкоэллиптические; стаминодии отсутствуют. Пестиков 4—15, простые, сидящие на ножках; в каждом по 4—10 семязачатков; столбики изогнутые. Плод из свободных, продолговатых или эллиптических листовок, сидящих на ножках и образующих зонтиковидное соплодие. Семена от тёмно-коричневых до желтовато-коричневых, эллиптические, блестящие, от почти гладких до морщинистых. Хромосомы x=9.

## Виды
Род включает 14 видов:
- Coptis aspleniifolia Salisb.
- Coptis chinensis Franch. — Коптис китайский
- Coptis deltoidea C.Y.Cheng & P.K.Hsiao
- Coptis japonica (Thunb.) Makino — Коптис японский
- Coptis kitayamensis Kadota
- Coptis laciniata A.Gray
- Coptis minamitaniana Kadota
- Coptis occidentalis (Nutt.) Torr. & A.Gray
- Coptis omeiensis (C.Chen) C.Y.Cheng — Коптис эмэйский
- Coptis quinquefolia Miq. — Коптис пятилистный
- Coptis quinquesecta W.T.Wang
- Coptis teeta Wall.
- Coptis trifolia (L.) Salisb. typus[1] — Коптис трёхлистный
- Coptis trifoliolata (Makino) Makino